# Gian Giordano Gonzaga
Gian Giordano Gonzaga (2 aprile 1640 – 17 agosto 1677) è stato un nobile italiano.

## Biografia
Era figlio del principe Niccolò Gonzaga, dei Gonzaga di Vescovato e di Aurelia Trissino.

## Discendenza
Gian Giordano sposò in prime nozze nel 1660 Eleonora Manenti (?-1666) ed ebbero quattro figli:
- Margherita (1661-1693), sposò Francesco Castiglioni
- Barbara (1663-1699), monaca
- Cecilia (1666-1669)
- Carlo Giuseppe (1664-1703), Grande di Spagna

Si risposò nel 1671 con Claudia Agnelli, senza figli.

## Ascendenza
|                                    |   |                     | Genitori                                   |  |  | Nonni |  |  | Bisnonni                                     |  |  | Trisnonni                                  |  |
|                                    |   |                     |                                            |  |  |       |  |  | Sigismondo II Gonzaga, marchese di Vescovato |  |  | Sigismondo I Gonzaga, signore di Vescovato |  |
|                                    |   |                     |                                            |  |  |       |  |  | Sigismondo II Gonzaga, marchese di Vescovato |  |  | Sigismondo I Gonzaga, signore di Vescovato |  |
|                                    |   | Antonia Pallavicini |                                            |  |  |       |  |  | Sigismondo II Gonzaga, marchese di Vescovato |  |  |                                            |  |
| Giordano Gonzaga di Vescovato      |   |                     |                                            |  |  |       |  |  | Sigismondo II Gonzaga, marchese di Vescovato |  |  |                                            |  |
|                                    |   | Lavinia Rangoni     | Guido II Rangoni, conte di Castelcrescente |  |  |       |  |  |                                              |  |  |                                            |  |
|                                    |   | Lavinia Rangoni     | Guido II Rangoni, conte di Castelcrescente |  |  |       |  |  |                                              |  |  |                                            |  |
|                                    |   | Lavinia Rangoni     | Argentina Pallavicina                      |  |  |       |  |  |                                              |  |  |                                            |  |
| Niccolò Gonzaga di Vescovato       |   | Lavinia Rangoni     |                                            |  |  |       |  |  |                                              |  |  |                                            |  |
|                                    |   | Niccolò Ponzoni     | …                                          |  |  |       |  |  |                                              |  |  |                                            |  |
|                                    |   | Niccolò Ponzoni     | …                                          |  |  |       |  |  |                                              |  |  |                                            |  |
|                                    |   | Niccolò Ponzoni     | …                                          |  |  |       |  |  |                                              |  |  |                                            |  |
| Camilla Ponzoni                    |   | Niccolò Ponzoni     |                                            |  |  |       |  |  |                                              |  |  |                                            |  |
|                                    |   | …                   | …                                          |  |  |       |  |  |                                              |  |  |                                            |  |
|                                    |   | …                   | …                                          |  |  |       |  |  |                                              |  |  |                                            |  |
|                                    |   | …                   | …                                          |  |  |       |  |  |                                              |  |  |                                            |  |
| Gian Giordano Gonzaga di Vescovato |   | …                   |                                            |  |  |       |  |  |                                              |  |  |                                            |  |
|                                    | … | …                   |                                            |  |  |       |  |  |                                              |  |  |                                            |  |
|                                    | … | …                   |                                            |  |  |       |  |  |                                              |  |  |                                            |  |
|                                    | … | …                   |                                            |  |  |       |  |  |                                              |  |  |                                            |  |
| …                                  | … |                     |                                            |  |  |       |  |  |                                              |  |  |                                            |  |
|                                    |   | …                   | …                                          |  |  |       |  |  |                                              |  |  |                                            |  |
|                                    |   | …                   | …                                          |  |  |       |  |  |                                              |  |  |                                            |  |
|                                    |   | …                   | …                                          |  |  |       |  |  |                                              |  |  |                                            |  |
| Aurelia Trissino                   |   | …                   |                                            |  |  |       |  |  |                                              |  |  |                                            |  |
|                                    |   | …                   | …                                          |  |  |       |  |  |                                              |  |  |                                            |  |
|                                    |   | …                   | …                                          |  |  |       |  |  |                                              |  |  |                                            |  |
|                                    |   | …                   | …                                          |  |  |       |  |  |                                              |  |  |                                            |  |
| …                                  |   | …                   |                                            |  |  |       |  |  |                                              |  |  |                                            |  |
|                                    |   | …                   | …                                          |  |  |       |  |  |                                              |  |  |                                            |  |
|                                    |   | …                   | …                                          |  |  |       |  |  |                                              |  |  |                                            |  |
|                                    |   | …                   | …                                          |  |  |       |  |  |                                              |  |  |                                            |  |
|                                    |   | …                   |                                            |  |  |       |  |  |                                              |  |  |                                            |  |